# جيف كينت (كاتب)
جيف كينت (بالإنجليزية: Jeff Kent)‏ هو كاتب ومؤرخ بريطاني، ولد في 28 يوليو 1951.